# Wyssokofedoriwka
Wyssokofedoriwka (ukrainisch Високофедорівка; russisch Высокофёдоровка Wyssokofjodorowka, deutsch Theodorshof, ab 1939 polnisch Teodorówka) ist ein Dorf in der westukrainischen Oblast Lwiw mit etwa 65 Einwohnern.
Am 17. August 2017 wurde das Dorf ein Teil der neugegründeten Stadtgemeinde Kamjanka-Buska (Кам'янка-Бузька міська громада/Kamjanka-Buska miska hromada), bis dahin gehörte es zur Landratsgemeinde Scheldez (Желдець).
Am 12. Juni 2020 wurde das Dorf, welches bis dahin im Rajon Kamjanka-Buska lag, ein Teil des neu gegründeten Rajons Lwiw.

## Geschichte
Der Ort entstand im Jahre 1824 durch die Ansiedlung deutscher, evangelischer Kolonisten. Die ortsansässigen Protestanten gründeten im Jahre 1824 eine lutherische Filialgemeinde der Pfarrgemeinde Lemberg in der Evangelischen Superintendentur A. B. Galizien. In den Jahren 1865 und 1868 wurde eine Kirche erbaut.
Im Jahre 1900 hatte die Gemeinde Theodorshof 52 Häuser mit 338 Einwohnern, davon 295 Deutschsprachige, 29 Ruthenischsprachige und 14 Polnischsprachige. Unter den Bewohnern befanden sich 43 römisch-katholischen, 21 griechisch-katholischen, 13 jüdischen sowie 261 anderen Glaubens.
Nach dem Ende des Polnisch-Ukrainischen Kriegs 1919 kam die Gemeinde zu Polen. Im Jahre 1921 hatte die Gemeinde Theodorshof 50 Häuser mit 270 Einwohnern, davon 142 Polen, 100 Deutschen, 28 Ruthenen, 141 evangelische, 71 griechisch-katholische, 41 römisch-katholische, 17 Juden (Religion).
Am 24. Mai 1939 wurde der Name aus nationalpolitischen Gründen von Theodorshof auf Teodorówka geändert.
Im Zweiten Weltkrieg gehörte der Ort zuerst zur Sowjetunion und ab 1941 zum Generalgouvernement, ab 1945 wieder zur Sowjetunion, heute zur Ukraine.